# Burg Altwied

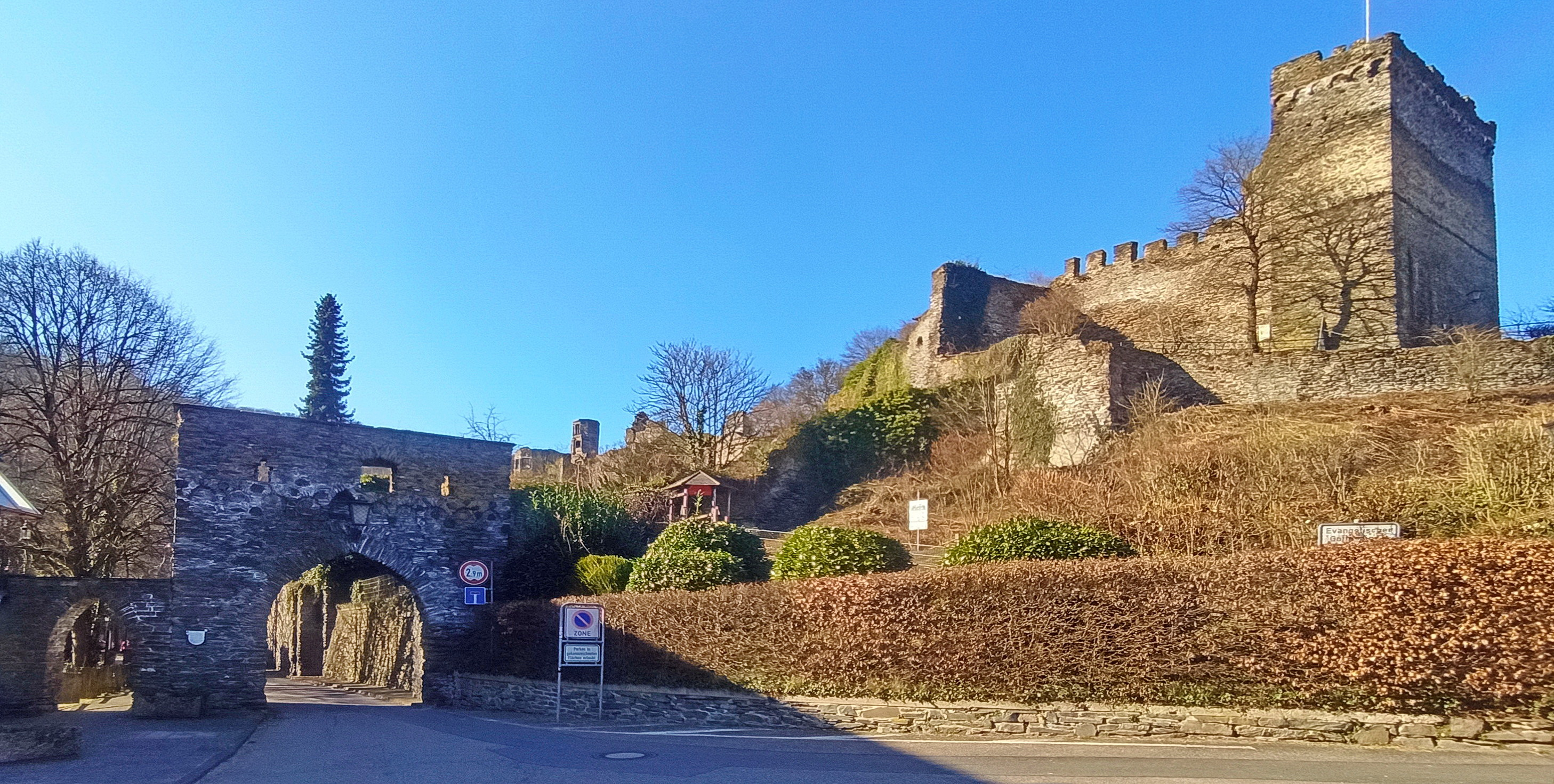
Burg Altwied im März 2022

Die Burg Altwied ist die Stammburg der Grafen zu Wied. Die Höhenburg stand im heutigen Neuwieder Stadtteil Altwied im Landkreis Neuwied im nördlichen Rheinland-Pfalz. Die Ruine ist im Besitz der Familie zu Wied und ist für die Öffentlichkeit gesperrt.

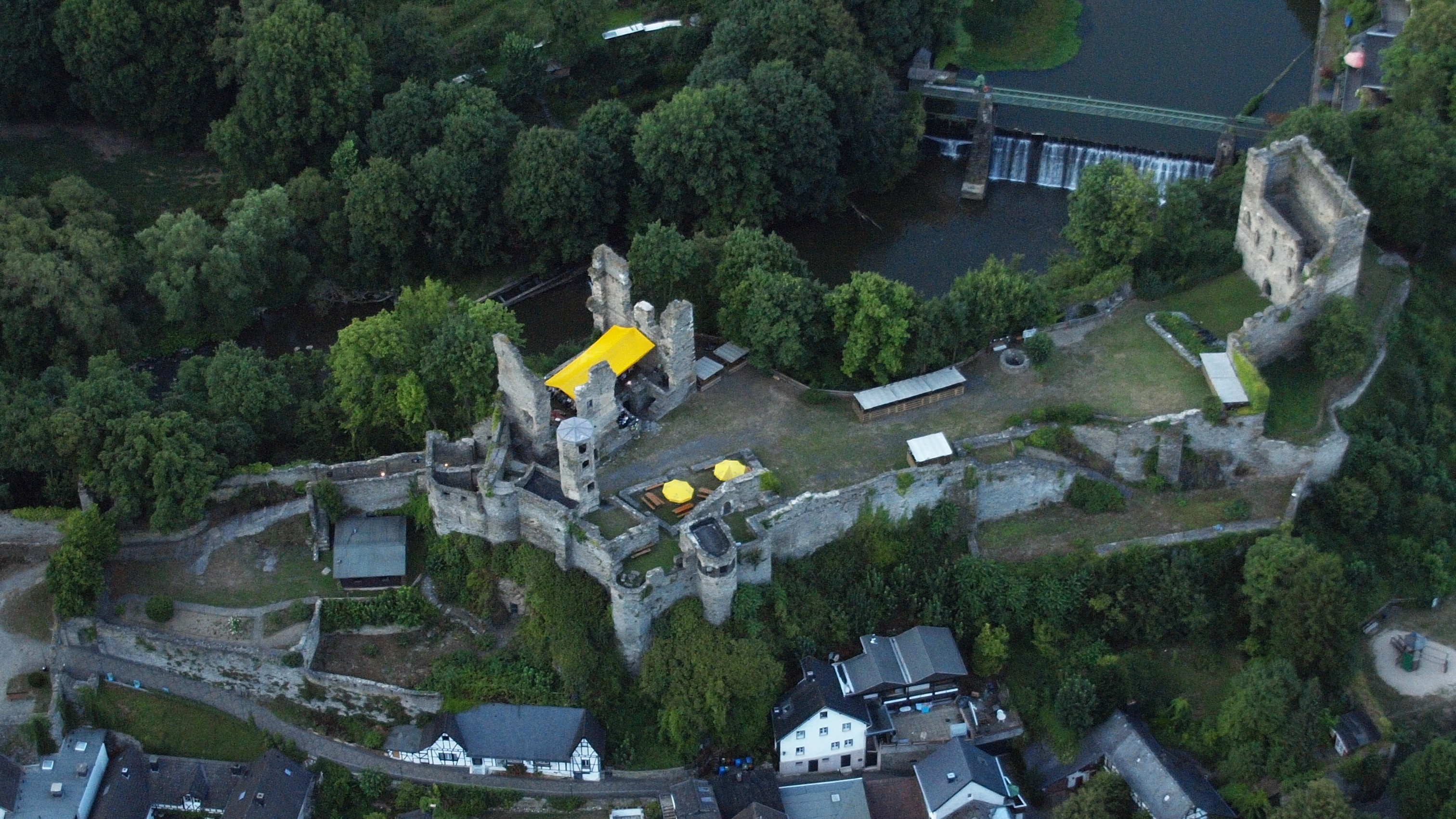
Burg Altwied

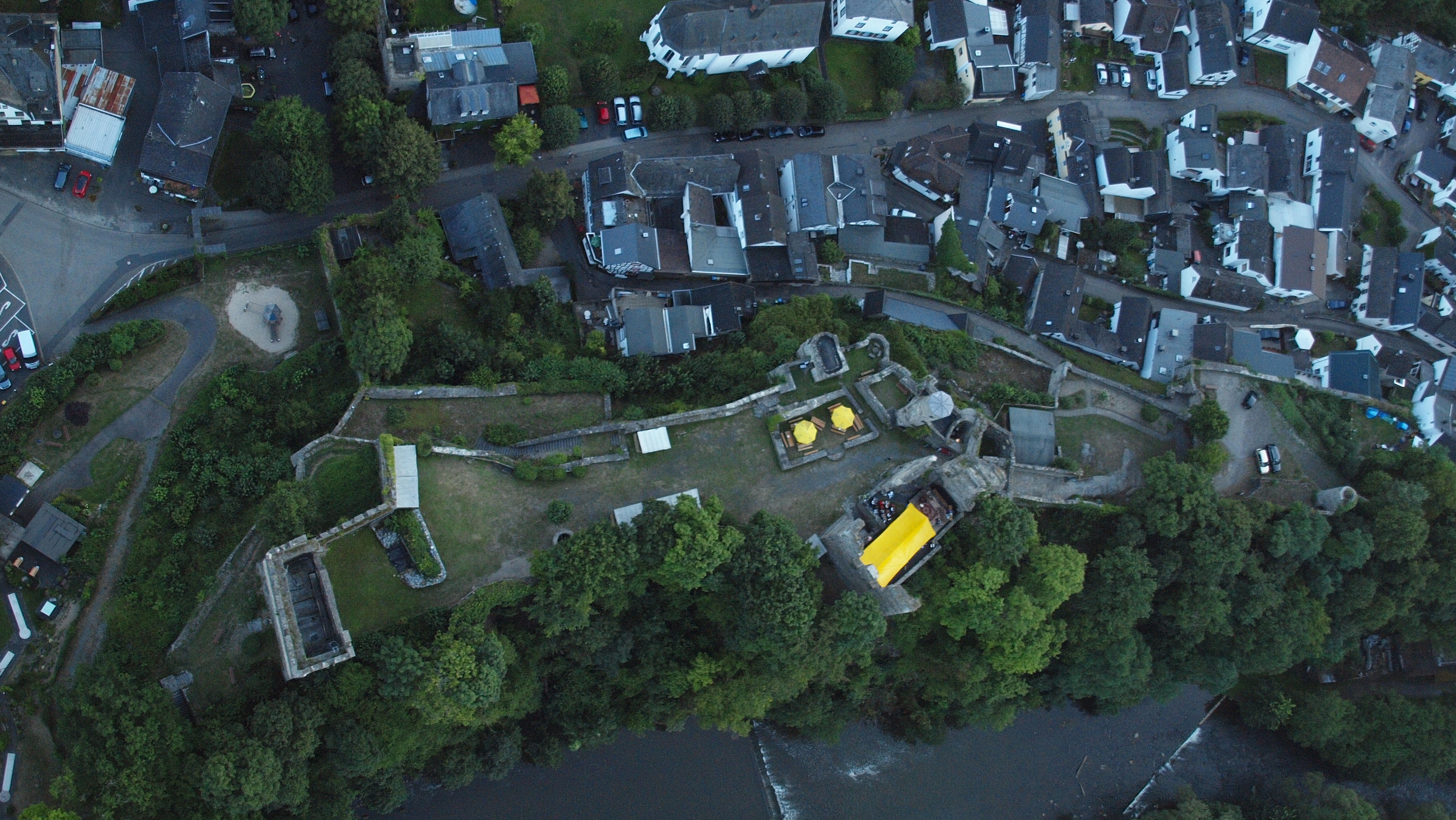
Burg Altwied – Senkrechtaufnahme

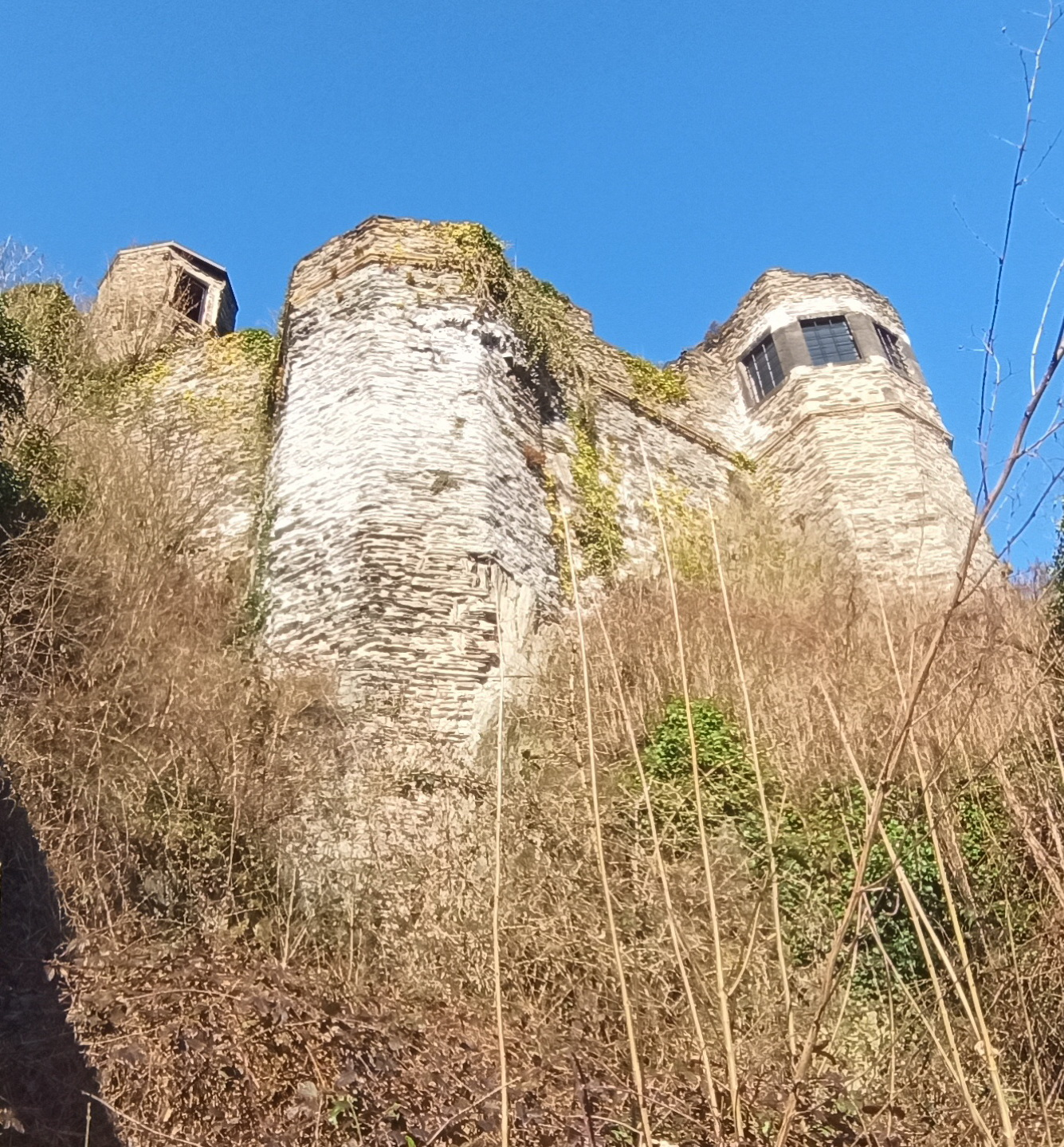
Burg Altwied. Blick vom Schlossweg hinauf zum westlichen Teil des Burgplateaus. März 2022

Burg Altwied ist nicht zu verwechseln mit der fast gleichnamigen kurkölnischen Burg Altenwied, die rund 25 km weiter aufwärts im Wiedbachtal bei Neustadt liegt und aus thüringischem Besitz stammt. Im Gegensatz zu dieser oberen Burg Wied (Altenwied, Kurköln) wurde die untere Burg Wied (Altwied, Grafschaft Wied) zunächst „Niederwied“ genannt, so z. B. 1301 „comicia de Niderwide“, später gelegentlich auch „Grafenwied“ und erst ab der Gründung der Stadt Neuwied 1653 „Altwied“. Im 19. Jahrhundert und noch bis 1930 verwendete man die Bezeichnungen „Niederaltwied“ und „Oberaltwied“.

## Lage
Die Ruine der Burg, die eine Wehreinheit mit dem gleichnamigen Burgflecken bildete, liegt rund 5 km nördlich der Stadtmitte von Neuwied im unteren Engtal der Wied auf einem vorspringenden Felsriegel, der von drei Seiten von der Wied umflossen wird, in unmittelbarer Nähe der Wiedtalstraße (L 255). Mit einer Höhe von 25 Metern über der Talsohle wird sie überragt von den Höhenzügen rechts und links der Wied. Die Ruine selbst liegt auf rund 100 m ü. NN.

## Geschichte

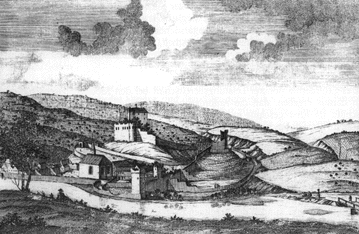
Altwied – Kupferstich von Dupuis, 1785

Der Wohnturm im Ostteil der späteren Hauptburg wurde vor 1129 von Metfried (Meffried) Graf im Engersgau (so bezeichnet 1084, 1101 und 1105) als Mittelpunkt seiner Grundherrschaft im Bereich der unteren Wied gebaut. Im Jahre 1129 wurde Metfried erstmals „Meffridus de Widhe“ genannt. Unsicher ist die Herkunft des ersten Grafen von Wied und damit der Stammherrn des wiedischen Grafenhauses. Die Namen seiner Verwandten deuten auf linksrheinische Vorfahren in der Südeifel. Nach anderen Quellen (Gensicke) soll Metfried ein Nachkomme des Grafen im Engersgau sein.
Im Jahr 1179 wurde der erste Bauabschnitt unter Graf Theoderich, einem Enkel des Gründers, abgeschlossen. Die Burgkapelle wurde erstmals 1259 urkundlich benannt, sie war dem Hl. Georg gewidmet. In einem Dankschreiben an die damalige Gräfin wird erst 1275 erstmals auch der Burgflecken Altwied erwähnt, so dass angenommen werden kann, dass mit dessen Bau erst später begonnen wurde. Im 13. und 14. Jahrhundert wurde der gesamte Burgflecken mit einer Wehrmauer mit mehreren Türmen umbaut. Über drei Tore: Porz (= Pforte), Judentor und Mühlentor war die Wehreinheit Burg und unterhalb der Burg entstandenem Dorf zugänglich. In dieser Zeit wurde auch die Kapelle im Dorf gebaut, die zeitweise auch zur Grablegung des Grafenhauses diente.
Als Sitz der „Hohen Veste uf den stoelen“ (Hochgericht auf den Stühlen) ist Altwied im Jahr 1404 bezeugt, daneben war die Burg auch Sitz eines besonderen Gerichts für Burgfrieden und Kirchspiel Altwied. Seit 1480 ist die Burg auch als Amtssitz bezeugt. Der Burgflecken Altwied, der mit seiner Freiheitsbefestigung in den Burgbering einbezogen war, konnte es trotz gewisser städtischer Privilegien wegen seiner verkehrsungünstigen Lage zu keiner überörtlichen Bedeutung bringen. Mit Beginn des 17. Jahrhunderts zeigen die Burg und die Wehrmauer, deren ältesten Teile inzwischen rund 500 Jahre alt waren, erste Baufälligkeiten. 1622 baute Hermann zu Wied mit dem Geld seiner Gemahlin Magdalene an der steil abfallenden Nordseite in Form einer Erweiterung ein neues Haus (so genanntes „Frauenhaus“), welches wohl am längsten bewohnbar blieb und erst 1800 verfiel. Dieses Haus war von 1633 bis 1657 der Witwensitz von Magdalene.
Die Burg ist in der Zeit ihres Bestehens niemals umkämpft, erobert oder gar zerstört worden.
Weil die Burgen Altwied und Braunsberg abgelegen waren und zu verfallen begannen, aber auch weil diese Burgen den Erfordernissen der beginnenden Neuzeit in militärischer und wirtschaftlicher Hinsicht nicht mehr genügten, sah sich Graf Friedrich veranlasst, neue Residenzplätze unmittelbar am Rhein zu schaffen. Zunächst begann er 1648 mit dem Bau des offenen Schlosses Friedrichstein im heutigen Neuwieder Stadtteil Fahr und einer kleinen Festung zu Langendorf, die er „Neuenwied“ nannte. Nachdem er 1653 das kaiserliche Privileg erhielt, hier auch eine Stadtsiedlung zu bauen wurden nun Residenz von Altwied nach Neuwied, Verwaltung und Gericht nach Heddesdorf (heute Stadtteil von Neuwied) verlegt.
Der letzte Bewohner aus dem Grafenhaus auf Burg Altwied war der älteste Sohn von Friedrich, Graf Georg Herman Reinhard, der mit seiner Familie bis 1690 dort wohnte.
Die nun verlassene Burg wurde in der Folgezeit dem Verfall überlassen, um 1760 soll sie als Steinbruch für Schloss Monrepos gedient haben. Verbürgt ist, dass ein Teil der Steinlieferungen zur Verstärkung der Festung Ehrenbreitstein 1792 von der Ruine Altenburg entnommen wurden.
Der bis dahin gräflichen Familie wurde dem amtierenden Johann Friedrich Alexander Graf zu Wied-Neuwied am 29. Mai 1784 der Erbtitel Fürst verliehen.

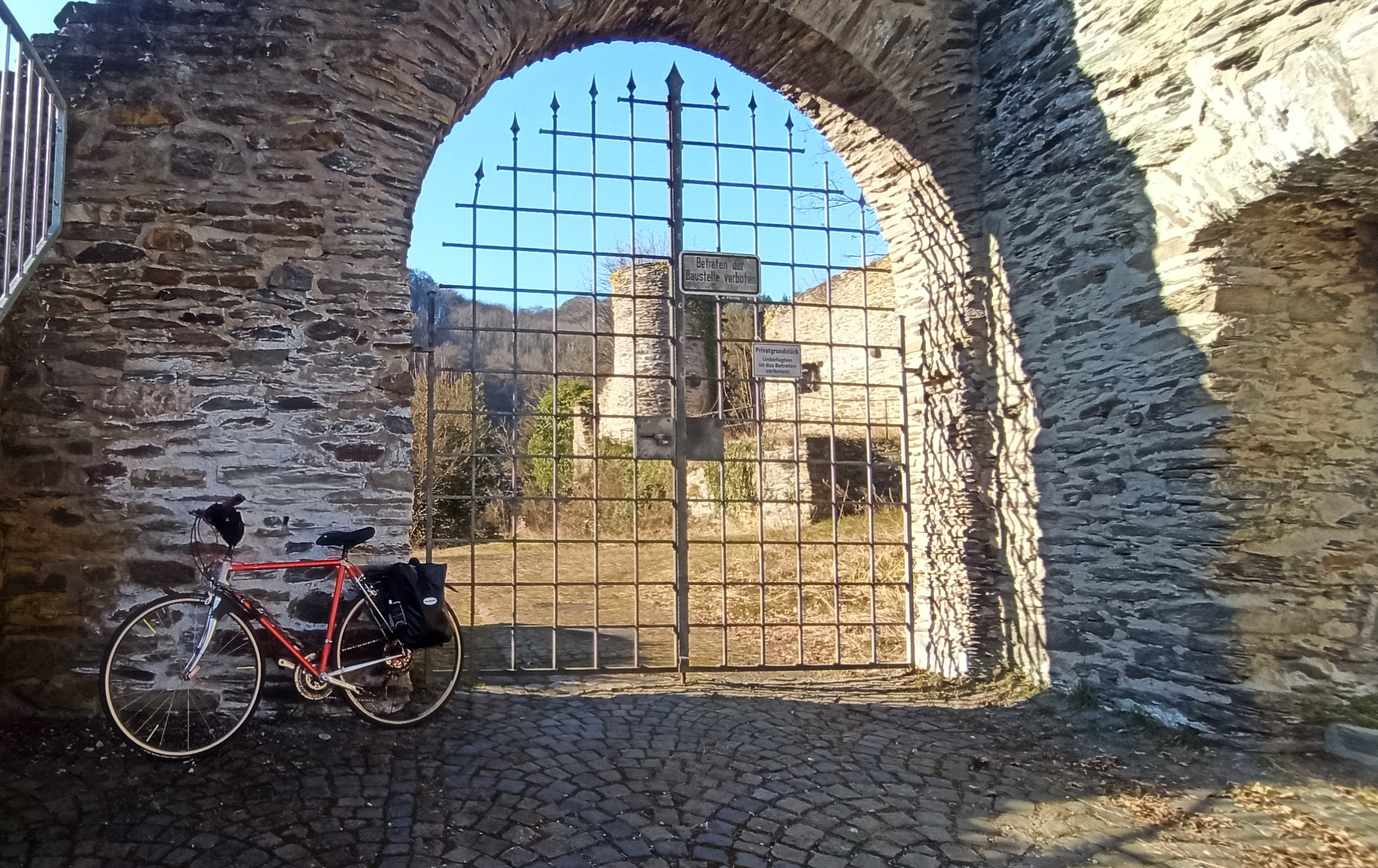
Burg Altwied. Zugangstor zur Vorburg an der Straße "Schlossweg". Foto vom 9. März 2022

Um 1880 wurden einige Räume und einer der kleineren Türme wieder hergestellt, gelegentlich veranstaltete das Fürstenhaus dort Vergnügungsfeste mit Illuminierung der Burgruine. Die wiedische Prinzessin Elisabeth, Königin von Rumänien, († 1916) hat oft und gerne noch auf der Altwied geweilt.
Seit 1927 bemühte sich der damalige Heimatbund Altwied um die Instandhaltung der Ruine. In den Jahren 1926 bis 1929 wurde geplant, eine Jugendherberge in der Ruine einzurichten. Im Archiv der Deutschen Burgenvereinigung im Schloss Philippsburg sind etliche Pläne zur Burg Altwied vorhanden.  Davon können sechs Ausbaupläne der Burg Altwied zur Jugendherberge von März/April 1929 dem  Düsseldorfer Architekten Ernst Stahl zugewiesen werden. Stahl entwarf einen Ausbau des stauferzeitlichen Gebäudes an der Ostseite unter Bewahrung der ruinösen Silhouette. Die Ausbaupläne wurden wohl aus finanziellen Gründen nicht umgesetzt. Ernst Stahl baute etliche Burgen zu Jugendherbergen aus, darunter etwa Burg Stahleck, die Burg Monschau und die Burg Blankenheim oder Schloss Burg an der Wupper.
Im Jahr 1980 wird der Heimatverein Altwied gegründet, der sich seitdem um die Erhaltung und Unterhaltung der Ruine kümmert.

## Burganlage
Von der Anlage her ist Burg Altwied eine Schildmauerburg oder eine Abschnittsburg. Die Burg liegt auf einem schmalen Felsgrat, der sich wie ein Riegel in das enge Wiedtal vorschiebt und an drei Seiten von der Wied umflossen wird. Nach Nord und Nordost fällt die Burgstelle steil zur Wied ab. In der südlichen Niederung befindet sich zwischen Burgberg und Fluss der Burgflecken gleichen Namens, welche gemeinsam eine Wehreinheit bilden.
Um die im 12. und 13. Jahrhundert errichtete Hauptburg stufen sich, abgesehen von der steilen Nordseite, mehrere nacheinander angelegte Befestigungsringe, deren äußerster, wohl aus dem 14. Jahrhundert stammender den ganzen Burgflecken umschließt, so dass Burg und Flecken eine Wehreinheit bildeten. Die Verteidigung konnte etappenweise über drei Zwischenstellungen zurückgezogen werden.
Der breit und gedrungen wirkende Bergfried, der einen ausgesprochen wohnturmartigen Charakter hat, ist der älteste Teil der Burg. Er hat einen viereckigen Grundriss von rund 16 m × 7 m, die erhaltenen Reste haben eine Höhe von etwa 16 m. Die Mauerstärke beträgt auf der Angriffsseite 2 m, zur Burgseite etwa 1 m. Das Mauerwerk besteht aus Grauwacke und Schiefer, darin Entlastungsbögen aus Tuffstein. Von den vier Geschossen weist das unterste zwei tonnengewölbte Räume auf. Vom Bergfried her erstreckt sich im Westen der Burgkomplex auf rund 200 m Länge, davon nimmt die Hauptburg etwa die Hälfte ein.
In der Mitte des gepflasterten Burghofs befindet sich der Brunnen, der heute wieder freigelegt ist. Im Nordwesten erhebt sich das ursprünglich im 13. Jahrhundert erbaute dreigeschossige so genannte „Frauenhaus“, welches mit der Ringmauer verbaut ist und um 17. Jahrhundert erweitert wurde. Über einem Grundriss von 20 m × 13,5 m erheben sich Wände und Giebel noch bis zu einer Höhe von 19 m. Auch im Südteil befinden sich noch verschiedene Gebäudereste, u. a. ein achtseitiger Turm mit rundbogigem Eingang. Bei dem Turm hat vermutlich die Burgkapelle gestanden.
Der Weg durch die Vorburg zur Hauptburg führt durch insgesamt sechs Tore. Von der Vorburg sind ebenfalls noch zahlreiche Mauer-, Turm- und Gebäudereste erhalten.

## Befestigung des Burgfleckens

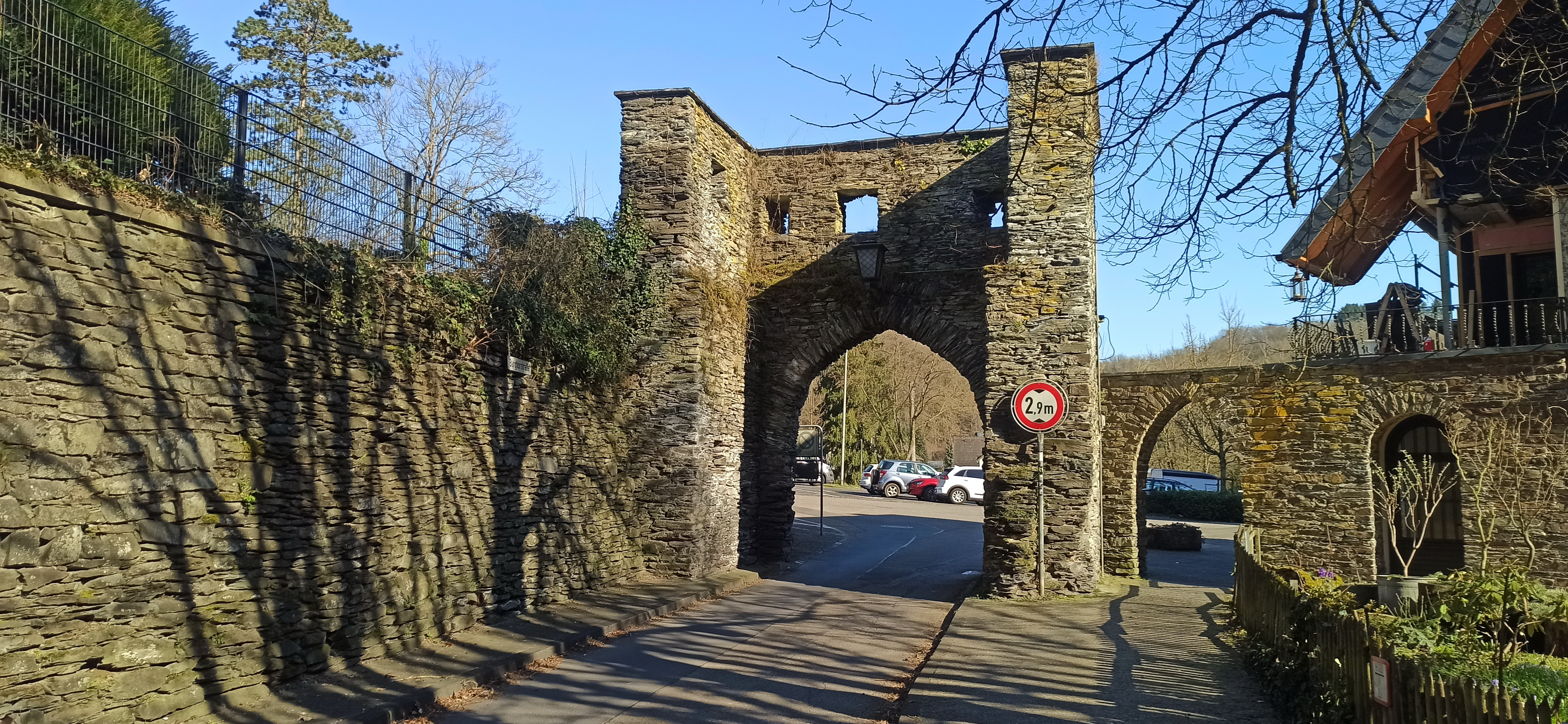
Die „Ahl Porz“ (alte Pforte). Foto März 2022 aus dem Innern des Burgfleckens Altwied.

Die nördliche Ringmauer der Vorburg setzt sich in der Freiheitsbefestigung des Burgfleckens fort. Sie folgt dem Bogen der Wied und verläuft dann in Richtung Oberburg. Mit einer Gesamtlänge von 500 m schloss die Mauer die Talsiedlung ganz ein. Die Mauerhöhe betrug 4 bis 5 m, im Osten erreichte die Mauer 8 m und war mit Wehrgang, Zinnen und Bogenfries versehen. Die Mauer war verstärkt durch vier Quadratische Türme, drei Rundtürme und drei Tortürme. Es wird vermutet, dass vor dem Haupttor noch ein Trockengraben bestand.
Das Mühlentor im Norden ist heute verschwunden, vom Judentor im Süden sind Reste erhalten. Vom Haupttor (die „Porz“) im Osten, welches den Zugang zu Ort und Burg bildete und seit etwa 1700 das „Neuwieder Tor“ genannt wurde, sind wesentliche Teile erhalten. Ebenfalls ist ein Teil der Ostmauer mit zwei Türmen noch erhalten.